# Cassina
La cassina es un pseudoalcaloide piperidínico aislado de las hojas de Cassia excelsa y Cassia carnaval, además de las plantas Prosopis ruscifolia, Prosopis alpataco y Prosopis sericantha (Leguminosae).

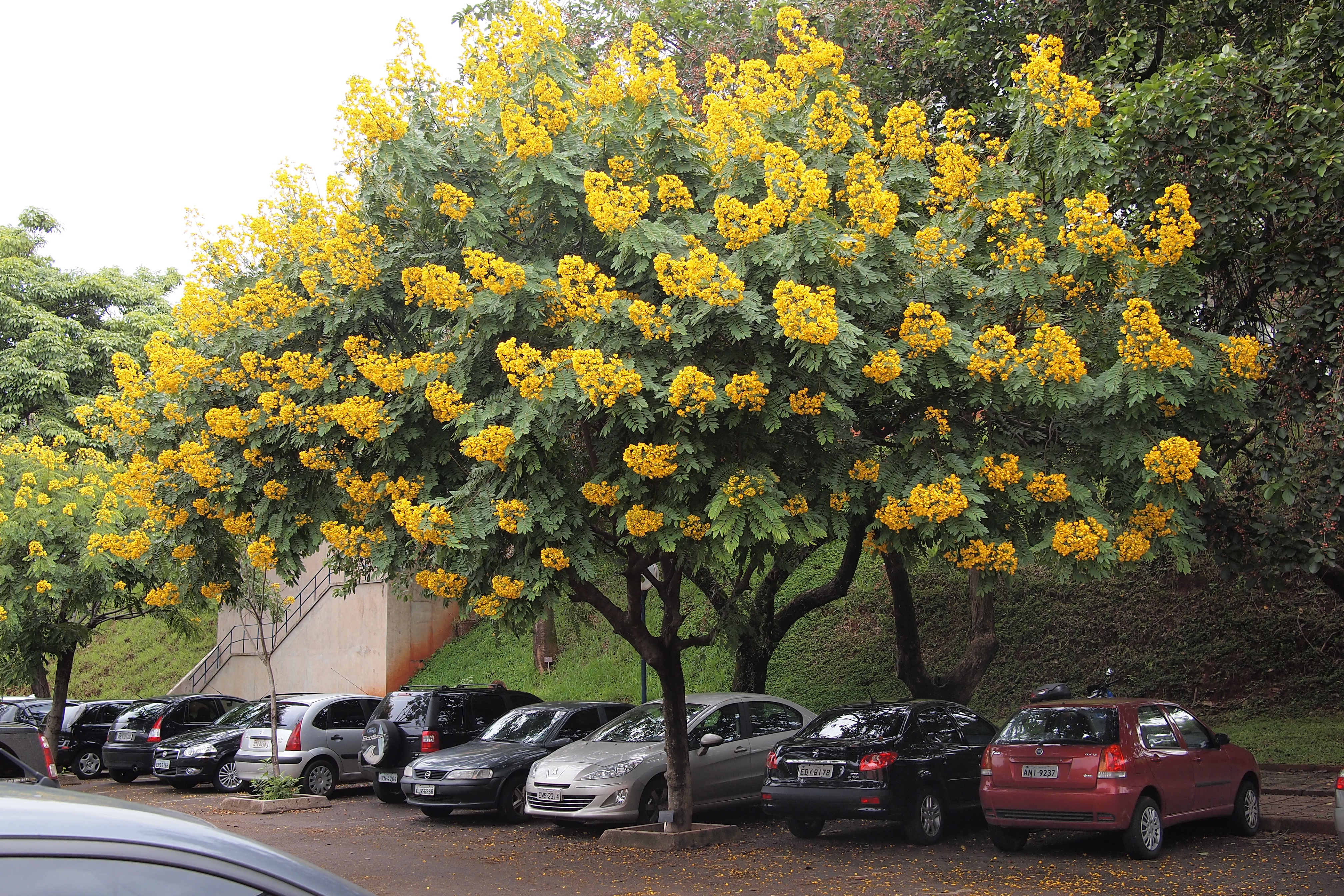
Cassia carnaval

[α]25D = -0.6 (EtOH).